# Albert Dorville
Albert Lecomte d'Orville, ook bekend als Albert Dorville (Brussel, 12 augustus 1621 - Agra, 8 april 1662), was een Brabants missionaris in het Verre Oosten. Hij was ook cartograaf.
Dorville was van adellijke afkomst en trad toe tot de jezuïeten in 1646. Hij studeerde theologie aan de Katholieke Universiteit van Leuven, waar hij Chinese talen volgde van de Italiaanse jezuïet Martino Martini die op dat moment de universiteit bezocht. Bij Dorville groeide de wens om zich aan te sluiten bij de missie van de jezuïeten in China en kreeg daarvoor de toestemming kort nadat hij was ingewijd als priester in 1654.

## Reis naar China
Via Rome vertrok hij samen met onder andere Martini en Ferdinand Verbiest vanuit Lissabon en kwam aan op 17 juli 1658 in Macau, op een lange reis waarbij verschillende missionarissen het leven lieten. In Macau verbleef Dorville enige tijd om Chinees te leren, waarna hij vertrok naar de provincie Shanxi.
Korte tijd later werd hij gevraagd naar Peking te komen om Johann Grueber te begeleiden op een reis terug naar Europa, om de jezuïtische astronoom Johann Adam Schall von Bell te verdedigen tegen de beschuldiging van het bevorderen van bijgelovige praktijken vanwege diens werk over de Chinese kalender.

## Tibet en India
In deze tijd verloren de Portugezen steeds meer van het handelsmonopolie over zee aan de Nederlanders en om die reden besloten ze een overtocht over land te onderzoeken die bij succes China dichter bij Europa moest brengen. De eerste tocht begon in Peking op 13 april 1661 en leidde naar Goa, waarbij ze via Tibet trokken en in oktober en november in Lhasa verbleven.
Onderweg deed Dorville geografisch onderzoek, waarbij hij de lengtegraad en breedtegraad exact vaststelde van de plaatsen waar ze doorheen trokken. In Nepal verbleven ze in januari een maand in Kathmandu. Van daaruit daalden ze af naar het bekken van de Ganges. In India reisden ze naar Patna en Benares en kwamen uiteindelijk aan in Agra, de voormalige hoofdstad van het Mogolrijk. Dorville was onderweg erg ziek en uitgeput geraakt en overleed een week na aankomst in Agra.

## Resultaat
Grueber werd voor de rest van de reis begeleid door Heinrich Roth, een jezuïtische Sanskritist. Bij aankomst in Rome in 1664 werd verslag gedaan van de waarnemingen en geografische metingen onderweg, op geografisch, cultureel en socio-religieus gebied. Eveneens werd de conclusie gemaakt dat de route over land te gevaarlijk en uitputtend was.